# Seno de Borbón
El seno de Borbón (en inglés: Pebble Sound) es un seno de las islas Malvinas que corre en dirección noreste-suroeste, separando el noreste de la isla Gran Malvina de la isla de Borbón, donde toma su nombre. Ubicado al norte del Puerto Purvis y de las puntas Ave María y Purvis y al oeste de la ensenada del Norte, en su interior contiene la ría Pirata y Puerto Tamar.